# Leignes-sur-Fontaine
Leignes-sur-Fontaine település Franciaországban, Vienne megyében. Lakosainak száma 644 fő (2022. január 1.). Leignes-sur-Fontaine Antigny, Chapelle-Viviers, Chauvigny, Fleix, Jouhet, Paizay-le-Sec és Pindray községekkel határos.

## Népesség
A település népességének változása:
| Lakosok száma | 608  | 629  | 644  | 637  | 641  | 644  | 647  | 645  | 644  |
|               | 2013 | 2015 | 2016 | 2017 | 2018 | 2019 | 2020 | 2021 | 2022 |